# Franz Pálffy von Erdőd

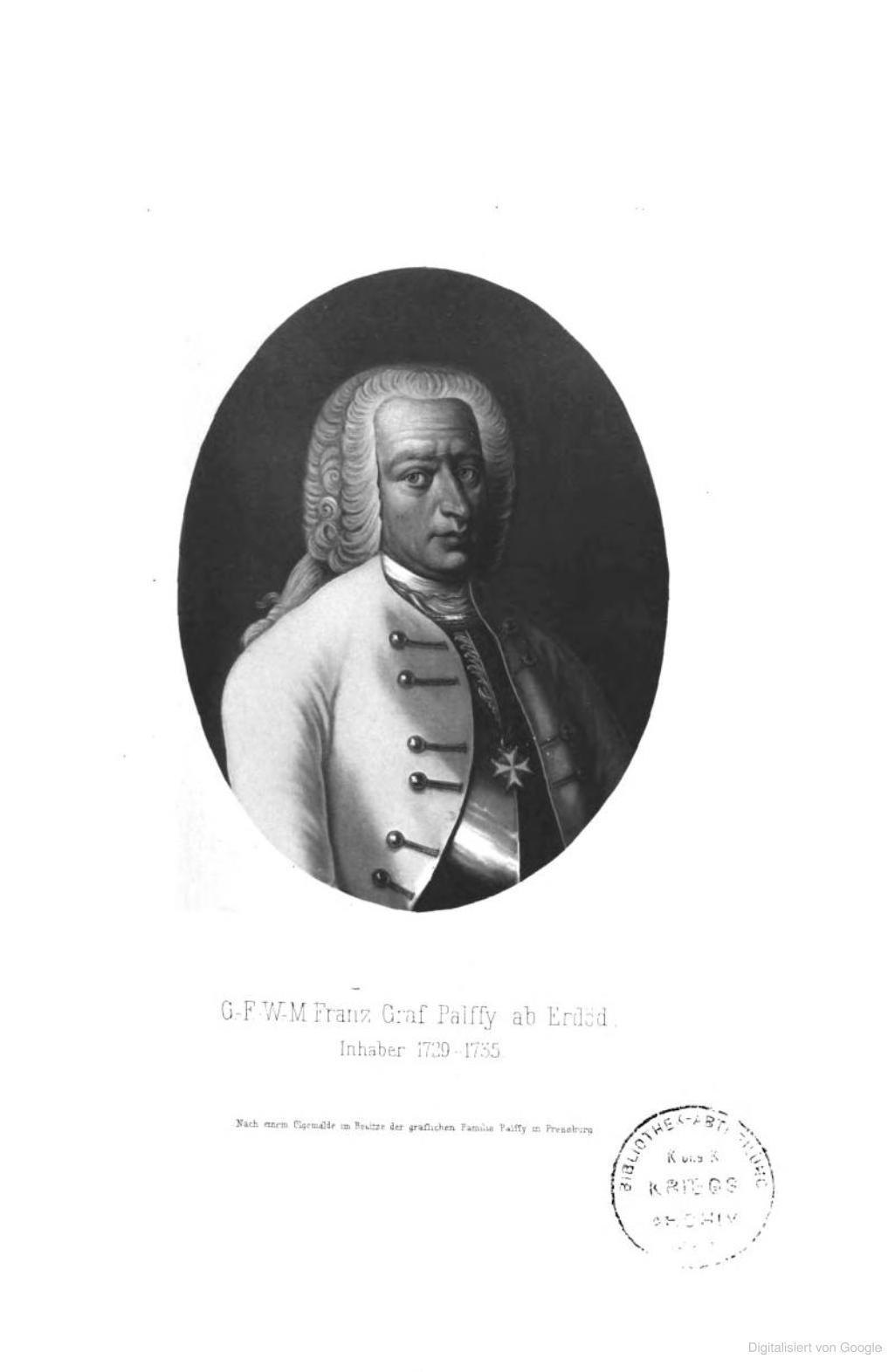
Franz (III.) Laurenz Pálffy von Erdöd (1688–1735)

Graf Franz (III.) Laurenz Pálffy von Erdöd (* 11. August 1688; † 24. März 1735 auf Schloss Stampfen bei Pressburg) war k.k. General-Feldwachtmeister und Inhaber des Infanterie-Regiments Nr. 51.

## Herkunft
Er entstammt dem uralten ungarischen Geschlecht der Pálffy. Seine Eltern waren der Palatin von Ungarn und Generalfeldmarschall Nikolaus Pálffy und dessen Ehefrau die Freiin Katharina Elisabeth von Weichs († 5. Juni 1724). Fast alle seine Brüder waren im Militärdienst und starben: Johann fiel 1716 als Oberst bei Peterwardein, Leopold († 1720) starb als Oberst an den Spätfolgen seine Verwundung bei Höchstädt im gleichen Jahr auch Karl an den Spätfolgen seiner Verwundung bei Belgrad. Nur die jüngeren Brüder Ferdinand († 1694) und Ludwig († 1693) starben nicht im Militärdienst, sie starben bereits als Kinder.

## Familie
Er begann seine Dienstzeit in dem Infanterie-Regiment Nr. 8 Nikolaus Pálffy, dessen Inhaber sein Vater war. Hier wurde er am 10. März 1707 zum Hauptmann, am 1. Juli 1716 zum Obristwachtmeister, am 1. Oktober 1723 zum Obristleutnant und 3. Dezember 1726 zum Oberst und Regimentskommandeur ernannt.
Am 22. April 1729 trat er von dieser Stelle zurück, um die ihm verliehene Inhaberschaft des Regiments Gyulay antreten zu können. Am 13. Februar 1734 wurde er zum General-Feldwachtmeister befördert. Als solcher nahm Pálffy als Brigadier am polnischen Erbfolgekrieg in Italien teil. Er zeichnete sich in der Schlacht bei Parma aus, wurde aber auch schwer verwundet.
Auf Grund seines schwer leidenden Zustandes erhielt er Urlaub und kehrte nach Ungarn zurück. Am 24. März 1735 erlag er den Folgen der erlittenen Verwundungen auf seinem Schloss Stampfen bei Pressburg.